# Peribaea illugiana
Peribaea illugiana är en tvåvingeart som först beskrevs av Hiroshi Shima 1970.  Peribaea illugiana ingår i släktet Peribaea och familjen parasitflugor. Inga underarter finns listade i Catalogue of Life.